# Tarantula/Fasten Your Seatbelt
Tarantula/Fasten Your Seatbelt è un singolo del gruppo musicale australiano Pendulum, pubblicato il 27 giugno 2005 come primo estratto dal primo album in studio Hold Your Colour.
Tarantula è stato in seguito remixato in chiave house da Icarus ed inserito nell'album di remix The Reworks del 2018.

## Tracce
CD promozionale (Regno Unito)
1. Pendulum & Fresh feat. Spyda & Tenor Fly – Tarantula (Radio Edit) – 3:25 (Rob Swire, Gareth McGrillen, Dan Stein)
2. Pendulum feat. The Freestylers – Fasten Your Seatbelt (Radio Edit) – 3:22 (Rob Swire, Matt Cantor, Ashely Harvey)
3. Pendulum & Fresh feat. Spyda & Tenor Fly – Tarantula – 5:32 (Rob Swire, Gareth McGrillen, Dan Stein)
4. Pendulum feat. The Freestylers – Fasten Your Seatbelt – 6:39 (Rob Swire, Matt Cantor, Ashely Harvey)

CD singolo (Regno Unito)
1. Pendulum & Fresh feat. Spyda & Tenor Fly – Tarantula (Radio Edit) – 3:25 (Rob Swire, Gareth McGrillen, Dan Stein)
2. Pendulum feat. The Freestylers – Fasten Your Seatbelt – 6:33 (Rob Swire, Matt Cantor, Ashely Harvey)
3. Pendulum feat. Spyda & Tenor Fly – Tarantula (Serial Killer Mix) – 3:53 (Rob Swire)

12" (Regno Unito)
- Lato A

1. Pendulum & Fresh feat. Spyda & Tenor Fly – Tarantula – 5:27 (Rob Swire, Gareth McGrillen, Dan Stein)

- Lato B

1. Pendulum feat The Freestylers – Fasten Your Seatbelt – 6:30 (Rob Swire, Matt Cantor, Ashely Harvey)

## Formazione
Gruppo
- Rob Swire – sintetizzatore, programmazione
- Gareth McGrillen – sintetizzatore e programmazione in Tarantula

Altri musicisti
- Tarantula
  - Colin Griffith – voce
  - Jonathan Sutter – voce
  - Pablo Mendelssohn – tromba
  - James Morton – sassofono contralto
  - Jonathan Shenoy – sassofono tenore
  - Tim Smart – trombone
- Fasten Your Seatbelt
  - Matt Cantor – sintetizzatore, programmazione
  - Aston Harvey – sintetizzatore, programmazione

Produzione
- Rob Swire – produzione
- Gareth McGrillen, Dan Stein – produzione di Tarantula
- Matt Cantor, Aston Harvey – produzione di Fasten Your Seatbelt

## Classifiche
| Classifica (2005) | Posizione massima |
| ----------------- | ----------------- |
| Regno Unito       | 60                |